# Влади Киров
Влади Киров е български сценарист, писател и преводач.

## Биография
Роден е на 28 ноември 1949 г. в София. Завършва немската гимназия, а след това и специалност германистика в Софийския университет (1973). Работил е като учител в немската гимназия в Хасково, в Института по история към БАН, главен редактор в сп. „Киноработник“ (1979–1985), редактор в Дебютно-експерименталната студия към СБФД (1985–1988), редактор в творчески колектив „Дебют“ към СИФ „Бояна”  (1988–1991) и в БНТ –Телевизионен театър (1993).
Автор е на романите „Розенбуш“, „Делта“, „Историята на Кадъм и Хармония“, „Картографирането на Рая“. Сценарист е на повече от 30 документални и телевизионни филма.
Умира на 28 март 2019 г.

### Авторска белетристика
- „Оловни ордени“ (разкази и новели). Варна: Георги Бакалов, 1985, 168 с.[2]
- „Розенбуш“ (роман). София: Гал-Ико, 1991, 119 с.
- „Делта“ (роман). София: Гал-Ико, 1992
- „Спомен за едно превъплъщение, или Историята на Кадъм и Хармония“ (роман). София: Народна култура, 1995, 187 с.[5]
- „Юридически казус“ (роман). София: Факел експрес, 2002, 224 с. ISBN 954-9772-17-9[6]
- „Картографирането на Рая“ (роман). София: Изток-Запад, 2007, 396 с. ISBN 978-954-321-369-6
- „Малка енциклопедия на приятелствата“ (разкази). София:  Факел Експрес, 2019, 246 с. ISBN 9786197279269

### Избрани преводи
- „За произхода и целта на историята“ от Карл Ясперс
- „Успоредно време“ от Барбара Трабер [2]

## Филмография (частична)
- Имало една война (2019)
- Братя Георгиеви: Евлоги и Христо (2019) – реж. Михаил Мелтев
- Гражданинът Сис (2018) – реж. и съсценарист Господин Неделчев[7]
- Изкореняване (2018)
- Поне за миг да полетя (2016) – реж. Галина Кралева, документален филм за Иван Андонов
- Приказки от Балканите (2016) – реж. Михаил Мелтев
- Поучителната история за живота на братя Прошек  (2014) – реж. Любомир Халачев
- Вляво от пътя Лондон – Калкута (2011) – реж. Михаил Мелтев, документален филм за Тополовград
- Класификация на спомени (2010) – реж. Костадин Бонев, документален филм за Любомир Канов
- Биографията на една снимка (2009) – реж. Любомир Халачев
- Европолис, градът на Делтата (2009) – реж. Костадин Бонев, документален филм за град Сулина и по роман на Еугениу Ботез
- Военен кореспондент (2008) – реж. Костадин Бонев
- Роден в робство (2006) – реж. Костадин Бонев, документален филм за Димитър Петков
- Спомен подир спомен (2006) – реж. Костадин Бонев, документален филм за НДК
- Корабите са пълни (2005) – реж. Костадин Бонев
- Пату (2005) – реж. Станислава Калчева
- Френската жена на българския подофицер (2003) – реж. и съсценарист Любомир Халачев
- Как Европа влезе в България (2002) – реж. Любомир Халачев
- Паралелен свят (2002) – реж. и съсценарист Мира Няголова
- Благослов (2001) – реж. Любомир Халачев, документален филм за Анджело Ронкали
- 1934 (1999) – реж. Костадин Бонев
- Копнеж по нови неща (1999) – реж. Любомир Халачев
- Атентатът (1998) – реж. Станимир Трифонов
- Конституцията като история (Търновската конституция) (1998) – реж. Юлий Стоянов
- Другото ниво на банята (1997) – реж. Станимир Трифонов
- Сакарци (1986) – реж. Михаил Мелтев
- По начин най-благороден (1985) – реж. Юлий Стоянов, документален филм за Съединението

## Награди
- Почетен знак „Печат на цар Симеон Велики“ – златен (2019)[1]
- Годишна награда за драматургия на Филмовата академия (2012)[1]
- Награда за драматургия на Телевизия „Европа“ от фестивала „Златен ритон“ в Пловдив (2012)[1]
- Годишна награда за драматургия на СБФД (2007)[1]
- Специалната награда на фестивала във Вермонт, САЩ.
- Номинация за наградата за съвременна българска художествена проза „Хеликон“ – за „Юридически казус“ (2003) и „Картографирането на Рая“ (2007). [8]